# اعترافات یک ستاره اکشن
اعترافات یک ستاره اکشن (به انگلیسی: Confessions of an Action Star) یک فیلم کمدی اکشن آمریکایی با بازی دیوید لیچ و آنجلینا جولی به کارگردانی برد مارتین محصول سال ۲۰۰۵ است.

## خلاصه داستان
فرانسیس آلن سلینویک و فرانک سلیج، دو هنرپیشه فیلم اکشن در حال سقوط هستنند. وقتی که شهرت و ثروت باعث شد که فرانک احساس خود را از آنچه که واقعاً مهم است از دست بدهد، متوجه شد او باید با ریشه‌هایش ارتباط برقرار کند.

## بازیگران
- هولمز آزبرن
- دیوید لیچ
- ناتان لی گراهام
- کلی هو
- کری-ان ماس
- ارنی هادسون
- میتچ گایلورد
- مت مک کلم
- اریک رابرتس
- لین شای
- کایل ریس
- دکس شپارد
- شان مایکل
- کریس پالرمو
- جاش ناتان
- متی دیکنز
- سام مک‌موری